# East Cleveland, Ohio
East Cleveland là một thành phố thuộc quận Cuyahoga, tiểu bang Ohio, Hoa Kỳ. Năm 2010, dân số của thành phố này là 17843 người.

## Dân số
- Dân số năm 2000: 27217 người.
- Dân số năm 2010: 17843 người.